# József Csermák
József Csermák   (Senec, 14 de febrer de 1932 - Tapolca, 12 de gener de 2001) fou un atleta hongarès, especialista en el llançament de martell, que va competir durant les dècades de 1950 i 1960.
El 1952 va prendre part en els Jocs Olímpics d'Estiu de Hèlsinki, on guanyà la medalla d'or en la prova del llançament de martell del programa d'atletisme. Quatre anys més tard, als Jocs de Melbourne, fou cinquè en la mateixa prova. La tercera, i darrera, participació en uns Jocs fou el 1960, a Roma, on no es classificà per la final de la prova del llançament de martell.
En el seu palmarès també destaca una medalla de bronze al |Campionat d'Europa d'atletisme de 1954, així com quatre campionats nacionals de martell, el 1953, 1954, 1956 i 1957. El 1952 fou el primer atleta en superar la distància dels 60 metres, arrabassant el rècord mundial al seu compatriota Imre Németh.

## Millors marques
- Llançament de martell. 64,23 metres (1960)[2]